# لافترية تورنغية
لافترية تورنغية أو خبازة تورنغية[بحاجة لمصدر] (الاسم العلمي:Lavatera thuringiaca) هي نوع من النباتات يتبع جنس اللافترية من الفصيلة الخبازية.